# Episodi di Atlanta (terza stagione)
La terza stagione della serie televisiva Atlanta, composta da 10 episodi, è stata trasmessa negli Stati Uniti, da FX, dal 24 marzo al 19 maggio 2022.
In Italia gli episodi sono stati resi disponibili su Disney+, all'interno dell'hub Star, il 29 giugno 2022.
| n° | Titolo originale              | Titolo italiano                     | Prima TV USA   | Prima TV Italia |
| -- | ----------------------------- | ----------------------------------- | -------------- | --------------- |
| 1  | Three Slaps                   | Tre schiaffi                        | 24 marzo 2022  | 29 giugno 2022  |
| 2  | Sinterklaas is Coming to Town | Sinterklaas sta arrivando in città  | 24 marzo 2022  | 29 giugno 2022  |
| 3  | The Old Man and the Tree      | Il vecchio e l'albero               | 31 marzo 2022  | 29 giugno 2022  |
| 4  | The Big Payback               | La grande rivincita                 | 7 aprile 2022  | 29 giugno 2022  |
| 5  | Cancer Attack                 | Attacco al cancro                   | 14 aprile 2022 | 29 giugno 2022  |
| 6  | White Fashion                 | Moda bianca                         | 21 aprile 2022 | 29 giugno 2022  |
| 7  | Trini 2 De Bone               | Trini 2 De Bone                     | 28 aprile 2022 | 29 giugno 2022  |
| 8  | New Jazz                      | Nuovo jazz                          | 5 maggio 2022  | 29 giugno 2022  |
| 9  | Rich Wigga Poor Wigga         | Finto nero ricco, finto nero povero | 12 maggio 2022 | 29 giugno 2022  |
| 10 | Tarrare                       | Tarrare                             | 19 maggio 2022 | 29 giugno 2022  |